# Gaston Darboux
Jean-Gaston Darboux FAS MIF FRS FRSE (sinh ngày 14 tháng 8 năm 1842 – mất ngày 23 tháng 2 năm 1917) là một nhà toán học người Pháp.

## Cuộc sống
Theo giấy khai sinh của Darboux, ông sinh ra ở Nîmes, Pháp sinh ngày 14 tháng 8 năm 1842, vào lúc 1 giờ sáng. Tuy nhiên, do sinh vào lúc nửa đêm, Darboux dùng ngày 13 tháng 8 là ngày sinh nhật của mình. Như lúc ông điền thông tin trên tờ đơn của Légion d'Honneur.
Darboux học ở Nîmes Lycée và Montpellier Lycée trước gia nhập vào Trường Sư phạm Paris vào năm 1861, và nhận bằng tiến sĩ ở đó vào năm 1866. Luận án của ông, được viết dưới sự chỉ đạo của Michel Chasles, với tựa đề là Sur les surfaces orthogonales.
Vào năm 1870, ông là đồng sáng lập tờ báo Bulletin des sciences mathématiques et astronomiques, được gọi là  "Darboux's Journal" của các nhà toán học đương thời.
Vào năm 1872, he kết hôn với Amélie Célina Carbonnier (1848-1911) một người làm nón, con gái của Charles Louis Carbonnier, thợ may, và Marie Victorine Anastase Hènocq. Ông và Célina có hai đứa con, Jean-Gaston (1870-1921), sinh ra tại thời điểm của cuộc vây hãm Paris và sau này trở thành một nhà động vật học biển tại Faculty of Science ở Marseille, và Anaïs Berthe Lucie (1873-1970).
Ông tham gia vào nền tảng của École normale supérieure de jeunes filles vào năm 1880, một viện nghiên cứu nhằm đào tạo các nhà giáo dục nữ và chạy song song với École normale supérieure ở rue d'Ulm. Giám đốc đầu tiên của nó là Julie Favre.
Vào năm 1884, Darboux được bầu vào Viện Hàn lâm Khoa học Pháp.
Darboux đã đóng góp quan trọng về giải tích hình học và  toán học (ví dụ như linear PDEs). Ông là một nhà viết tiểu sử của Henri Poincaré and ông là người chỉnh sửa Selected Works của Joseph Fourier.
Các sinh viên của ông bao gồm  Émile Borel, Élie Cartan, Émile Picard, Gheorghe Țițeica và Stanisław Zaremba.
Đóng góp của Darboux cho hình dạng vi phân của các bề mặt xuất hiện trong các nghiên cứu ông xuất bản từ năm 1887 và đến năm 1896; xem các liên kết bên dưới để truy cập vào các văn bản này.
Vào năm 1900, ông được bổ nhiệm làm thư ký thường trực của Học viện Toán học.
Vào năm 1902, ông được nhận vào Hội Hoàng gia Luân Đôn; Vào năm 1916, ông nhận  Huy chương Sylvesterl từ Hội.  Vào năm 1908, ông là diễn giả toàn thể tại International Congress of Mathematicians ở Rome.

## Được đặt theo tên của Darboux
Có rất nhiều thứ được đặt theo tên ông:
- Cơ sở Darboux
- Biểu đồ Darboux
- Khối Darboux[7]
- Đạo hàm Darboux
- Phương trình Darboux
- Khung Darboux
- Tích phân Darboux
- Lưới bất biến Darboux
- Darboux[8] hoặc Bài toán Goursat[9]
- Chuyển đổi Darboux
- Vectơ Darboux[10]
- Bài toán Darboux
- Định lý Darboux trong hình học symplectic
- Định lý Darboux trong Phân tích số nguyên, liên quan đến Định lý Bolzano
- Công thức Darboux[11]
- Danh tính Christoffel – Darboux[12]
- Công thức Christoffel – Darboux[13]
- phương trình Euler – Darboux[14]
- Phương trình Euler – Poisson – Darboux[15]

## Sách
1887–96. Leçons sur la théorie générale des surfaces et les applications géométriques du calcul infinitésimal. Gauthier-Villars:
- Vol. 1.
- Vol. 2.
- Vol. 3.
- Vol. 4.

1898. Leçons sur les systèmes orthogonaux et les coordonnées curvilignes. Tome I. Gauthier-Villars.